# Нечай Микола
Микола Нечай (1818, с. Дубенка — 19 березня 1863, Красностав) — лікар, повстанський старшина у часи Січневого повстання.

## Життєпис
Микола Нечай — українець, лікар зі села Дубенка на Холмщині.
Учасник Січневого Повстання проти царської росії. Старшина повстанського відділу в кількості 400 вояків, що діяв у районі Красностава. Розстріляний росіянами в Красноставі 19 березня 1863 року.